# ديفيد إس. كاتس
ديفيد إس. كاتس (بالعبرية: כץ, דוד.‏) هو مؤرخ إسرائيلي، ولد في 1953.